# Кубок світу з біатлону 2014—2015 — етап 3
Третій етап Кубка світу з біатлону 2014—15 проходив в Поклюці, Словенія, з 18 по 21 грудня 2014 року. До програми етапу було включено 6 гонок: спринт, гонка переслідування та мас-старт у чоловіків та жінок.

## Гонки
Розклад гонок наведено нижче.
| Дата      | Час       | Гонка                            |
| --------- | --------- | -------------------------------- |
| 18 грудня | 14:25 CET | Жінки, спринт 7,5 км             |
| 19 грудня | 14:25 CET | Чоловіки, спринт 10 км           |
| 20 грудня | 11:15 CET | Жінки, переслідування 10 км      |
| 20 грудня | 13:00 CET | Чоловіки, переслідування 12,5 км |
| 21 грудня | 11:30 CET | Жінки, мас-старт 12,5 км         |
| 21 грудня | 13:30 CET | Чоловіки, мас-старт 15 км        |

## Чоловіки

### Призери
| Гонка:                                                                          | Золото:                       | Час               | Срібло:                      | Час               | Бронза:                       | Час               |
| Спринт 10 км Протокол [Архівовано 29 червня 2015 у Wayback Machine.]            | Антон Шипулін Росія           | 23:18.6 (0+0)     | Домінік Ландертінгер Австрія | 23:30.7 (0+0)     | Еміль Хегле Свендсен Норвегія | 23:42.7 (0+0)     |
| Переслідування 12,5 км Протокол [Архівовано 15 вересня 2015 у Wayback Machine.] | Еміль Хегле Свендсен Норвегія | 30:43.3 (0+0+0+0) | Антон Шипулін Росія          | 31:01.1 (0+1+1+0) | Мартен Фуркад Франція         | 31:42.8 (0+0+1+0) |
| Мас-старт 15 км Протокол [Архівовано 21 грудня 2014 у Wayback Machine.]         | Антон Шипулін Росія           | 35:16.8 (0+0+0+1) | Мартен Фуркад Франція        | 35:18.0 (0+0+0+1) | Сімон Едер Австрія            | 35:18.2 (0+0+1+0) |

## Жінки

### Призери
| Гонка:                                                                       | Золото:                    | Час               | Срібло:                    | Час               | Бронза:                 | Час               |
| Спринт 7,5 км Протокол [Архівовано 18 грудня 2014 у Wayback Machine.]        | Габріела Соукалова Чехія   | 20:17.3 (0+0)     | Доротея Вірер Італія       | 20:35.7 (0+1)     | Валя Семеренко Україна  | 20:42.0 (0+0)     |
| Переслідування 10 км Протокол [Архівовано 20 грудня 2014 у Wayback Machine.] | Дарія Домрачова Білорусь   | 29:55.9 (0+0+0+1) | Кайса Мякяряйнен Фінляндія | 30:05.9 (0+1+0+0) | Валя Семеренко Україна  | 30:32.7 (0+0+1+0) |
| Мас-старт 12,5 км Протокол [Архівовано 20 грудня 2014 у Wayback Machine.]    | Кайса Мякяряйнен Фінляндія | 34:18.8 (0+0+2+0) | Анаїс Бескон Франція       | 34:26.4 (0+0+0+0) | Надія Скардіно Білорусь | 34:34.6 (0+0+0+0) |

## Досягнення
Найкращий виступ за кар'єру
|  |  |

Перша гонка в Кубку світу
|  |  |